# Grischunita
La grischunita és un mineral de la classe dels arsenats, que pertany al grup de la wicksita. Rep el seu nom de Grischun (Suïssa), la regió on es troba la seva localitat tipus.

## Característiques
La grischunita és un arsenat de fórmula química NaCa₂Mn²⁺₅Fe³⁺(AsO₄)₆(H₂O)₂. Va ser aprovada com a espècie vàlida per l'Associació Mineralògica Internacional l'any 1981. Cristal·litza en el sistema ortoròmbic. La seva duresa a l'escala de Mohs és 5.
Segons la classificació de Nickel-Strunz, la grischunita pertany a «08.C - Fosfats sense anions addicionals, amb H₂O, amb cations de mida mitjana i gran, RO₄:H₂O > 1:1» juntament amb els següents minerals: wicksita, bederita, tassieïta i haigerachita.

## Formació i jaciments
Va ser descoberta l'any 1981 a Falotta, a Oberhalbstein, a la vall d'Albula (Grischun, Suïssa), com a producte de l'alteració de la sarkinita en dipòsits de manganès. És l'únic indret on ha estat trobada. Sol trobar-se associada a altres minerals com: sarkinita, brandtita, berzeliïta, tilasita, rodocrosita i braunita.